# Agnieszka Winczo
Agnieszka Winczo (* 24. August 1984 in Częstochowa) ist eine polnische Fußballspielerin, die bis 2022 beim SV Meppen unter Vertrag stand und seit 2004 für die A-Nationalmannschaft aktiv ist.

## Karriere

### Vereine
Agnieszka Winczo begann bei UKS Gol Częstochowa, einem in ihrem Geburtsort ansässigen Sportverein, mit dem Fußballspielen, ehe sie über KKS Czarni Sosnowiec zu RTP Unia Racibórz wechselte. Im Sommer 2011 wurde sie gemeinsam mit ihrer Vereinsspielerin Marta Stobba vom deutschen Zweitligisten BV Cloppenburg verpflichtet. In ihrer Premierensaison kam sie allerdings noch nicht zu Zweitligaeinsätzen. In der Folgesaison, in der sie am 28. August 2011 (1. Spieltag) beim 2:1-Sieg im Heimspiel gegen den FSV Gütersloh debütierte, wurde sie sogleich mit 24 Toren in 22 Ligaspielen Torschützenkönigin. In den folgenden drei Zweitligabegegnungen am 4., 18. und 25. September 2011 traf sie drei-, vier- und dreimal. In der Folgesaison bestritt sie alle Zweitligaspiele und erzielte 14 Tore, mit denen sie dazu beitrug, dass ihr Verein als Tabellenerster und damit als „Staffelmeister Nord“ erstmals in die Bundesliga aufstieg. Ihr Bundesligadebüt gab sie am 8. September 2013 (1. Spieltag) beim 3:3-Unentschieden im Auswärtsspiel gegen die SGS Essen. Ihr erstes Bundesligator erzielte sie am 10. November 2013 (8. Spieltag) beim 4:2-Sieg im Auswärtsspiel gegen die TSG 1899 Hoffenheim mit dem Treffer zum zwischenzeitlichen 3:2 in der 82. Minute.

### Nationalmannschaft
Für die A-Nationalmannschaft debütierte Winczo am 27. Februar 2004 gegen die Auswahl der Ukraine.